# Dubrava (Ston)
Dubrava (Dubrava Pelješka) falu Horvátországban, Dubrovnik-Neretva megyében. Közigazgatásilag Stonhoz tartozik.

## Fekvése
Dubrovnik városától légvonalban 54, közúton 74 km-re, községközpontjától légvonalban 16, közúton 20 km-re északnyugatra, a Pelješac-félsziget középső részén fekszik. Településrészei Dubrava Donja, Dubrava Gornja és a később létrejött Luka Dubrava a Stinjavac-öbölben.

## Története
A határában található ókori vármaradványok és halomsírok tanúsága szerint Dubrava területén már ősidők óta élnek emberek. Az itt élt első ismert nép az illírek voltak, akik magaslatokon épített erődített településeken éltek és kövekből rakott halomsírokba temetkeztek. Illír erődített települések maradványai több helyen találhatók Dubrava határában is, így az Ulijenje, Prtinac és Tušije brdo nevű magaslatokon. Halomsírjaik közül is több mint harminc található a falu határában. Az illírek i. e. 30-ig uralták a térséget, amikor Octavianus hadai végső győzelmet arattak felettük. A római légionáriusok a félsziget több pontján letelepedtek magukkal hozva kultúrájukat, életmódjukat, szokásaikat. A római villagazdaságokban nagy mennyiségű gabonát, olívaolajat, bort, sózott halat és más élelmiszert állítottak elő, melyekkel élénk kereskedelmet folytattak. A Római Birodalom bukása után Dalmácia a gótok, majd a Bizánci Birodalom uralma alá került.
A horvátok ősei a 7. században érkeztek erre a vidékre. A 9. században már létezett a stoni püspökség, melynek egyházi fennhatósága alá ez a terület tartozott. Ekkoriban a Pelješac-félsziget Zahumlje területének részeként a tengerparti Horvát Fejedelemség része volt. A 12. században a Zahumlje térségének zavaros történeti időszakában a félsziget a raškai uralkodók uralma alá került. Több birtokos után a 14. század-ban a Pelješac-félsziget a Raguzai Köztársaság része lett, mely 1333-ban vásárolta meg Kotromanić István bosnyák bántól. Ezután egészen a  18. század végéig a Raguzai Köztársasághoz tartozott. 1806-ban a térség a Raguzai Köztársaságot legyőző franciák uralma alá került, de Napóleon bukása után 1815-ben a berlini kongresszus a Habsburgoknak ítélte. 1880-ban 172, 1910-ben 215 lakosa volt. 1918-ban az új szerb-horvát-szlovén állam, majd később Jugoszlávia része lett. A II. világháború után lakosságának száma a kivándorlás miatt fokozatosan csökkent, de ez a folyamat a turizmusnak köszönhetően mára megállni látszik. A település 1991-től a független Horvátországhoz tartozik. 2011-ben a településnek 133 lakosa volt. A lakosság régebben főleg halászattal és mezőgazdasággal foglalkozott, ma már főként a turizmusból él.

## Népesség
| Lakosság változása | Lakosság változása | Lakosság változása | Lakosság változása | Lakosság változása | Lakosság változása | Lakosság változása | Lakosság változása | Lakosság változása | Lakosság változása | Lakosság változása | Lakosság változása | Lakosság változása | Lakosság változása | Lakosság változása | Lakosság változása |
| ------------------ | ------------------ | ------------------ | ------------------ | ------------------ | ------------------ | ------------------ | ------------------ | ------------------ | ------------------ | ------------------ | ------------------ | ------------------ | ------------------ | ------------------ | ------------------ |
| 1857               | 1869               | 1880               | 1890               | 1900               | 1910               | 1921               | 1931               | 1948               | 1953               | 1961               | 1971               | 1981               | 1991               | 2001               | 2011               |
| 0                  | 0                  | 172                | 199                | 238                | 215                | 214                | 210                | 205                | 192                | 186                | 157                | 129                | 161                | 145                | 133                |

## Nevezetességei
Mihály arkangyal tiszteletére szentelt temploma a 15. – 16. században épült. Körülötte található a falu temetője.

## Gazdaság
A lakosság fő bevételi forrása a turizmus mellett a halászat és a mezőgazdaság.

## Galéria
- Szőlőültetvények Dubraván
- Utcarészlet
- Dubravai házak